# Oxyopes cornifrons
Oxyopes cornifrons là một loài nhện trong họ Oxyopidae.
Loài này thuộc chi Oxyopes. Oxyopes cornifrons được Tord Tamerlan Teodor Thorell miêu tả năm 1899.